# Rick (futebolista)
Rick Jhonatan Lima Morais, mais conhecido apenas como Rick (São Luís, 2 de setembro de 1999) é futebolista brasileiro que atua como ponta-esquerda. Atualmente joga pelo Talleres.

## Carreira

### Início
Rick nasceu em São Luís, capital do estado do Maranhão. Iniciou sua trajetória no futsal do Moto Club, tendo aos 15 anos ido à Bahia para jogar em um time de empresários. Acabou não dando certo e ficou oito meses sem voltar para sua cidade. Nesta mesma época chegou a fazer teste no Internacional e Grêmio junto com outros meninos, mas não passou. Depois, foi aprovado em um teste no Boca Júnior, de Sergipe.
Os jogos ainda não tinham começado e fui largado lá por um cara que não era meu empresário. Essa época eu passei fome. Em algumas semanas comia pouca coisa e não tinha uma alimentação saudável. As coisas só melhoraram depois que os jogadores chegaram ao clube.— Rick, em entrevista à ESPN.
Na disputa da Copa São Paulo de 2016 pela equipe sergipana, destacou-se na primeira fase e foi contratado justamente pelo Grêmio, onde a princípio era para ser um empréstimo de dois anos. Mas Rick ficou apenas por seis e apenas atuou em amistosos no fim do ano. Ainda faria testes no Juventude, onde foi reporvado, e no Londrina, onde passou mas não acertou um contrato.

### Ceará
Rick chegou ao Ceará em 2018, para atuar no sub-20 e chegou atuar em alguns jogos pelo profissional do Vozão. Foi promovido ao elenco principal em 5 de maio de 2019 pelo técnico Lisca, onde fez 10 partidas em sua primeira temporada alternando entre a base e o principal, inclusive fez sua estreia na primeira divisão em 14 de junho, na vitória por 2–1 na 5ª rodada do Campeonato Brasileiro.
Sagrou-se e o integrou o elenco campeão da Copa do Nordeste de 2020 ao bater o Bahia por 3–1 na ida e 1–0 na volta. No início do ano de 2021, integrou o elenco campeão do Campeonato Brasileiro de Aspirantes ao bater o Vila Nova nos pênaltis, após empate de 3–3 no agregado, sendo o primeiro título do clube e a primeira equipe nordestina a vence-lo. No jogo de ida a equipe cearense foi derrotada por 2–0 e na volta venceu por 3–1, o de Rick fez o primeiro gol da partida.
Fez seu primeiro gol pelo Vozão na goleada por 6–1 sobre o Caucaia na 4ª rodada do Campeonato Cearense, em um time recheado de atletas do sub-23 e reservas, devido ao time principal estar focado na Copa Sul-Americana.
No dia 14 de dezembro, o então presidente do Ceará, Robson de Souza, anunciou previamente sua transferência ao Ludogorets, tendo Rick despedido-se oficialmente do Vozão em 19 de dezembro de 2021. Na temporada, fez 41 partidas com sete gols e duas assistências, terminando como vice-artilheiro do clube no Brasileiro com seis gols. Ao todo, foram 78 jogos, sete gols e quatro assistências pelo Ceará.

### Ludogorets Razgrad
Foi anunciado oficialmente como reforço do Ludogorets em 21 de dezembro, com valores girando em torno de 4,6 milhões de reais. Escolheu utilizar a camisa 73.
Fez sua estreia em um amistoso de pré-temporada em 18 de janeiro de 2022 com o Wisła Kraków, atuando 45 minutos do empate de 1–1 e concedendo uma assistência. Em 14 de maio faturou o Campeonato Búlgaro ao bater o Cherno More por 1–0, tendo Rick sido titular e atuado por 69 minutos. Em sua primeira temporada, atuou em 13 partidas e concedeu uma assistência.
Em 1 de setembro, sagrou-se campeão da Supercopa da Bulgária após bater Levski Sofia nos pênaltis 4–3, após empate de 2–2 no tempo normal. Rick entrou no segundo tempo e apesar do título, desperdiçou sua cobrança nas penalidades. Até outubro de 2022, Rick era um dos principais jogadores do time, onde era o artilheiro e líder de assistências do clube na Liga Europa de 2022–23, com dois em ambos os quesitos. O Ludogorets venceu 60% dos jogos que o atleta esteve em campo. Em números totais, somava 25 partidas com quatro gols e cinco assistências. Na temporada, foi campeão do Campeonato e da Taça da Bulgária.
Na temporada de 2023–24, fez o jogo de número de 150, onde fez um gol na vitória por 3–1 sobre CSKA 1948 e ajudou o time classificar-se para a semifinal da Copa da Bulgária. integrou o elenco campeão pela 13ª vezes consecutiva do Campeonato Búlgaro ao vencer o CSKA Sofia por 3–1 faltando três rodadas para o fim do torneio. Antes, havia também conquistado a Supercopa.

### Talleres
No dia 15 de janeiro de 2025, o Talleres acertou a contratação do atacante Rick. Para contratar Rick, o Talleres pagará 6 milhões de euros (R$ 37,2 milhões) ao Ludogorets. Esse será o maior valor desembolsado pelo Talleres para ter um jogador, superando a negociação com o Genk, da Bélgica, pela compra de Matías Galarza. O volante chegou ao clube argentino em agosto de 2024 por 3,6 milhões de euros (R$ 22,3 milhões).

## Títulos

### Ceará
- Copa do Nordeste: 2020

### Ludogorets Razgrad
- Campeonato Búlgaro: 2021–22, 2022–23, 2023–24
- Copa da Bulgária: 2022–23
- Supercopa da Bulgária: 2022, 2023

### Talleres
- Supercopa Internacional: 2023